# Лыткин, Владимир Алексеевич
Влади́мир Алексе́евич Лы́ткин (20 февраля 1936, Арзамас, Горьковская область, РСФСР, СССР — 23 января 2010, Калуга, Россия) — российский историк, кандидат исторических наук, профессор, действительный член Академии социального образования, почётный академик Международной академии наук педагогического образования. С 1987 года по 2004 год являлся ректором Калужского государственного педагогического университета имени К. Э. Циолковского.

## Биография
Владимир Алексеевич Лыткин родился в Арзамасе в семье военного. После переезда родителей в 1945 году в Калугу учился в школе №5, как раз в то время, когда в ней преподавал Булат Окуджава.
В 1958 году окончил исторический факультет Калужского государственного педагогического института. Работал воспитателем детского дома в Козельском районе, инструктором и заведующим отделом обкома комсомола и обкома партии. Находясь на партийной работе, В. А. Лыткин внёс вклад в создание мемориальных комплексов в честь освобождения Калуги от немецко-фашистских захватчиков, а также в увековечение памяти Г. К. Жукова в Жуковском районе.
В 1977 году, закончив аспирантуру Академии общественных наук при ЦК КПСС, защитил кандидатскую диссертацию на тему «Критика взглядов западных авторов на роль и назначение интеллигенции в СССР». С 1987 — ректор Калужского государственного педагогического института им. К. Э. Циолковского. Избирался депутатом Калужского областного Совета народных депутатов, Председателем Совета ректоров вузов Калужской области, членом Совета Российского Совета ректоров. В 2004 году перестал возглавлять вуз, но ещё в течение четырёх лет оставался заведующим общеуниверситетской кафедрой истории и политологии, которой руководил с 1991 года.
В 2008 году вышедшая под его редакцией книга «История становления и развития Российской государственности» была рекомендована УМО МПГУ по специальностям педагогического образования в качестве учебного пособия для студентов вузов.

## Деятельность на посту ректора КГПУ им. К. Э. Циолковского
В. А. Лыткин внёс большой вклад в развитие учебной деятельности в университете. Во время его пребывания во главе института были открыты три новых факультета: социальной работы (1991 г.), межвузовский инженерно-педагогический факультет (1992 г.), межвузовский факультет практической психологии (1993 г.), а также центр переподготовки кадров (1991 г.). Таким образом, количество факультетов увеличилось на треть, начато обучение студентов по многим новым специальностям, при чём впервые в истории института некоторые из них не относились к сфере преподавания в школе напрямую, например, социальная работа, практическая психология. Для обеспечения качества подготовки по новым направлениям к преподаванию на факультете социальной работы были привлечены специалисты-практики, налажены контакты с действующими в Калужской области организациями социальной сферы. В отношении двух факультетов использована межвузовская форма организации: соучредителями факультета психологии стали Обнинский институт атомной энергетики и Высший психологический колледж Института психологии РАН, инженерно-педагогического факультета — Калужский филиал МГТУ им. Н. Э. Баумана. Такая форма организации позволила в процессе обучения студентов одновременно с методической, материально-технической базой КГПИ использовать лаборатории и разработки ВУЗов-соучредителей, обеспечивая необходимый уровень подготовки выпускников.
Благодаря проведённой Лыткиным работе в 1994 году КГПИ им. К.Э. Циолковского получил статус университета.
В 2001 году на основе реорганизации факультета социальных отношений в структуре университета создан первый институт.
При В. А. Лыткине значительно изменилась система организации научной деятельности в КГПУ и подготовки собственных кадров. Хотя аспирантура в ВУЗе работала с 1975 года, однако собственных диссертационных советов не было, что значительно осложняло процесс защиты диссертаций после её окончания. Диссертационные советы по защите кандидатских и докторских диссертаций впервые открыты в КГПУ в период ректорства В. А. Лыткина.
- Первая защита диссертации на соискание учёной степени кандидата педагогических наук проведена 16 мая 1996 г[4]. Специальность — «Теория и методика профессионального образования»[5]. В 2000 году на основе данного диссертационного совета открыт совет по защите докторских диссертаций по специальностям: теория и методика профессионального образования (педагогические науки); педагогическая психология (психологические науки); психология развития, акмеология (психологические науки). В 2003 году к ним добавлена специальность общая педагогика, история педагогики и образования (педагогические науки)[6] [7].
- В октябре 1996 года в КГПУ им. К. Э. Циолковского открыт второй диссертационный совет с правом защиты кандидатских диссертаций по русскому языку (филологические науки)[5] [8].
- 3 ноября 1997 года при университете создан диссертационный совет для защиты кандидатских диссертаций по специальностям: охрана живой природы (биологические науки), а также охрана окружающей среды и рациональное использование природных ресурсов (географические науки)[5]. В 2001 на его базе был открыт совет по защите кандидатских диссертаций по экологии (биологические науки) и геоэкологии (географические науки)[6] [9].
- С 2002 года в университете работал диссертационный совет с правом защиты кандидатских диссертаций по теплофизике и теоретической теплотехнике (технические науки), а также турбомашины и комбинированные турбоустановки (технические науки)[6] [10].

Также во время его пребывания в должности ректора в университете открыто два музея. 18 марта 1989 года — кабинет-музей А.Л. Чижевского, в апреле 1998 года — музей истории КГУ им. К.Э. Циолковского.

## Основные научные работы
- «История становления и развития Российской государственности» (в соавторстве, первое издание — 1993 год[11])
- «История социальной работы в России» (1997)

## Награды
- Орден «Знак Почёта» (1986)
- Орден Дружбы (1996)[12]
- Медаль «В ознаменование 100-летия со дня рождения Владимира Ильича Ленина» (1970)
- Бронзовая медаль ВДНХ (1981)
- Медаль Советского фонда мира (1985)
- Медаль «Ветеран труда» (1986)
- Медаль «За заслуги в проведении Всероссийской переписи населения» (2002)
- Медаль «За особые заслуги перед Калужской областью» (2004)
- Медаль ФНПР «100 лет профсоюзам России» (2005)
- Нагрудный знак Почётный работник высшего профессионального образования Российской Федерации (2004)